# Ménil-sur-Belvitte
Ménil-sur-Belvitte é uma comuna francesa na região administrativa do Grande Leste, no departamento de Vosges. Estende-se por uma área de 8.6 km², e possui 298 habitantes, segundo o censo de 2018, com uma densidade de 35 hab/km².